# Microprose Soccer
Microprose Soccer (Keith Van Eron's Pro Soccer aux États-Unis) est un jeu vidéo de football développé par Sensible Software et publié par MicroProse en 1988 sur Amiga, Amstrad CPC, Atari ST, C64, IBM PC et ZX Spectrum. Le jeu permet de joueur des matchs de football classique, à onze contre onze, mais aussi des matchs en salle à six contre six. Il permet également au joueur de participer à une série de compétitions pouvant impliquer jusqu’à seize équipes. Le jeu se joue en vue de dessus et offre au joueur une large variété d’option et de tirs.

## Accueil
| Microprose Soccer        |      |        |
| Média                    | Pays | Notes  |
| ACE                      | GB   | 91.5 % |
| Amiga Format             | GB   | 67 %   |
| Amiga User International | GB   | 7/10   |
| Commodore User           | GB   | 9/10   |
| The Games Machine        | GB   | 89 %   |